# Powodzie w Queenslandzie (2010–2011)
Powodzie w Queenslandzie (2010–2011) – seria powodzi w australijskim stanie Queensland, która rozpoczęła się październiku 2010. Powodzie zostały spowodowane początkowo cyklonem tropikalnym Tasha, dodatkowo spotęgowane zatoką niżową wynikłą z efektu La Niña. Trzy czwarte stanu zostało ogłoszone terenem klęski żywiołowej.
Pierwsze powodzie rozpoczęły się w październiku 2010, spowodowane były rekordowymi opadami deszczu, ponad dwa razy większymi niż przeciętne.  Na jeden metr kwadratowy wody spadło wówczas 163 litry wody. Z ich powodu ewakuowano tysiące osób, zalane zostały przynajmniej 22 miasta o łącznej populacji 200 tys. osób. Powierzchnia zalanych terenów jest większa niż łączna powierzchnia Niemiec i Francji.
Do 10 stycznia 2011 w rejonie Darling Downs spadło 160 mm deszczu w czasie 36 godzin, wynikła z tego powódź błyskawiczna zalała miasto Toowoomba. Fala powodziowa została obrazowo porównana do „wewnątrz-lądowego tsunami”.
12 stycznia zalana została znaczna część stolicy stanu Brisbane.  Wody powodziowe osiągnęły wyższy poziom niż w powodzi w 1974.
Początkowe straty oszacowano na 1 miliard dolarów australijskich, obecne szacunki wszystkich strat bezpośrednio i pośrednio spowodowanych powodzią sięgają przynajmniej 10 miliardów.